# Lengyel Béla (kémikus, 1844–1913)
ebesfalvi Lengyel Béla (Körösladány, 1844. január 4. – Budapest, 1913. március 11.) vegyész, miniszteri tanácsos, egyetemi tanár, a Magyar Tudományos Akadémia rendes tagja. 1910-től 1913-ig a Királyi Magyar Természettudományi Társulat elnöke.

## Életútja, munkássága
Az erdélyi örmény nemesi Lengyel (eredeti név: Chárib) család leszármazottja. Apja ebesfalvi Lengyel Kálmán uradalmi ispán, anyja Schrott Ágnes. Egyetemi tanulmányait a budai műegyetemen kezdte mérnökhallgatóként, de hamarosan a Pesti Királyi Tudományegyetem kémia szakán folytatta és fejezte be.
Than Károly mellé került tanársegédnek, majd 1868-ban külföldi tanulmányútra ment. Robert Wilhelm Bunsen és Hermann Ludwig von Helmholtz mellett dolgozott. Doktorátusát Heidelbergben szerezte meg. Hazatérése után magántanári képesítést szerzett és gyógyszerészhallgatók kémiai oktatását végezte. A Magyar Tudományos Akadémia 1876. június 8-án levelező, 1894. május 4-én pedig rendes tagjává választotta, egyszersmind előadója volt az akadémia matematikai és természettudományi bizottságának. Ezenkívül részint rendes, részint alapító tagja a földtani, a balneológiai társulatnak, a közegészségügyi egyesületnek, az országos középiskolai tanáregyesületnek, a természettudományi társulatnak, amelynek 1887-től 1894-ig főtitkára volt; továbbá tiszteletbeli tagja az országos magyar gyógyszerész-egyletnek. 1896. június 6-án megkapta a miniszteri tanácsosi címet.
1900 és 1905 között elsőként foglalkozott Magyarországon a radioaktivitás jelenségeinek vizsgálatával.

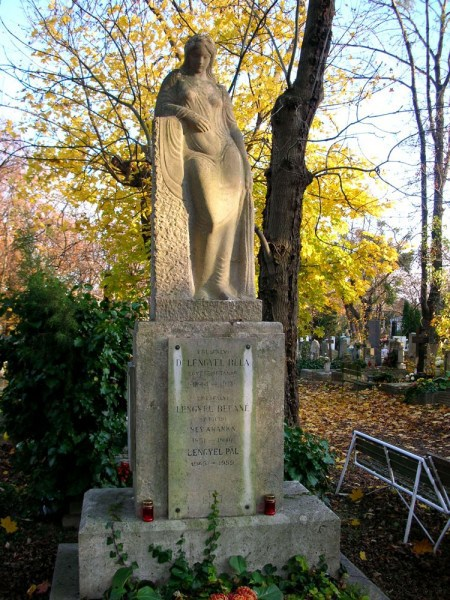
Síremléke a Farkasréti temetőben (1917)

Főleg analitikai és szervetlen kémiai tudományos kutatásai jelentősek. Felfedezte a szén-szubszulfidot (C3S2), elsőként állított elő nagyobb mennyiségben tiszta kalciumot.
A budapesti Farkasréti temetőben helyezték nyugalomra, síremlékét Medgyessy Ferenc szobrászművész készítette. Emlékét tábla őrzi Körösladányban.

### Családja
Felesége pilisi Ney Aranka (1851–1940).
Fiai, Lengyel Lóránd (1872–?) tisztifőorvos és Lengyel Béla (1876–1945) ügyvéd.

## Munkái
- A szulinyi ásványvíz vegyelemzése. Pest, 1869
- Közlemények a Magy. Kir. Egyetem vegytani intézetéből. Pest, 1873. (Rohrbach Kálmánnal)
- Néhány gázkeverék színképi vizsgálata. Budapest, 1879
- Az utóvilágításról Geissler-féle csövekben. Budapest, 1880
- A rank-herleini és szejkei ásványvizek chemiai elemzése. Budapest, 1880
- A mohai (Fehérmegye) Ágnes-forrás vegyelemzése. Budapest, 1881
- Egy újabb szerkezetű, vízszivattyúval combinált higany-légszivattyúról. Budapest, 1881
- A parádi timsós, ilonavölgyi timsós, és a Clarisse-forrás vizének vegyelemzése. Budapest, 1883